# Newcastle-under-Lyme
Newcastle-under-Lyme è una città di mercato di 75 082 abitanti, situata nell'omonimo borough nella contea cerimoniale dello Staffordshire nel Regno Unito. La città è situata lungo il corso del ruscello Lyme, affluente del fiume Trent, e fa parte della Stoke-on-Trent Green Belt, un organismo che assicura opportune politiche ambientali e urbane relative all'area rurale circostanti Stoke-on-Trent.
Vicino a Newcastle-under-Lyme, nel villaggio di Keele, ha sede l'Università di Keele, che ottenne la Royal Charter nel 1962, ma che trae origine dalla University College of North Staffordshire, fondata nel 1949. Si tratta della ventiquattresima più antica università britannica ed ha il più grande campus nel Regno Unito.

## Storia

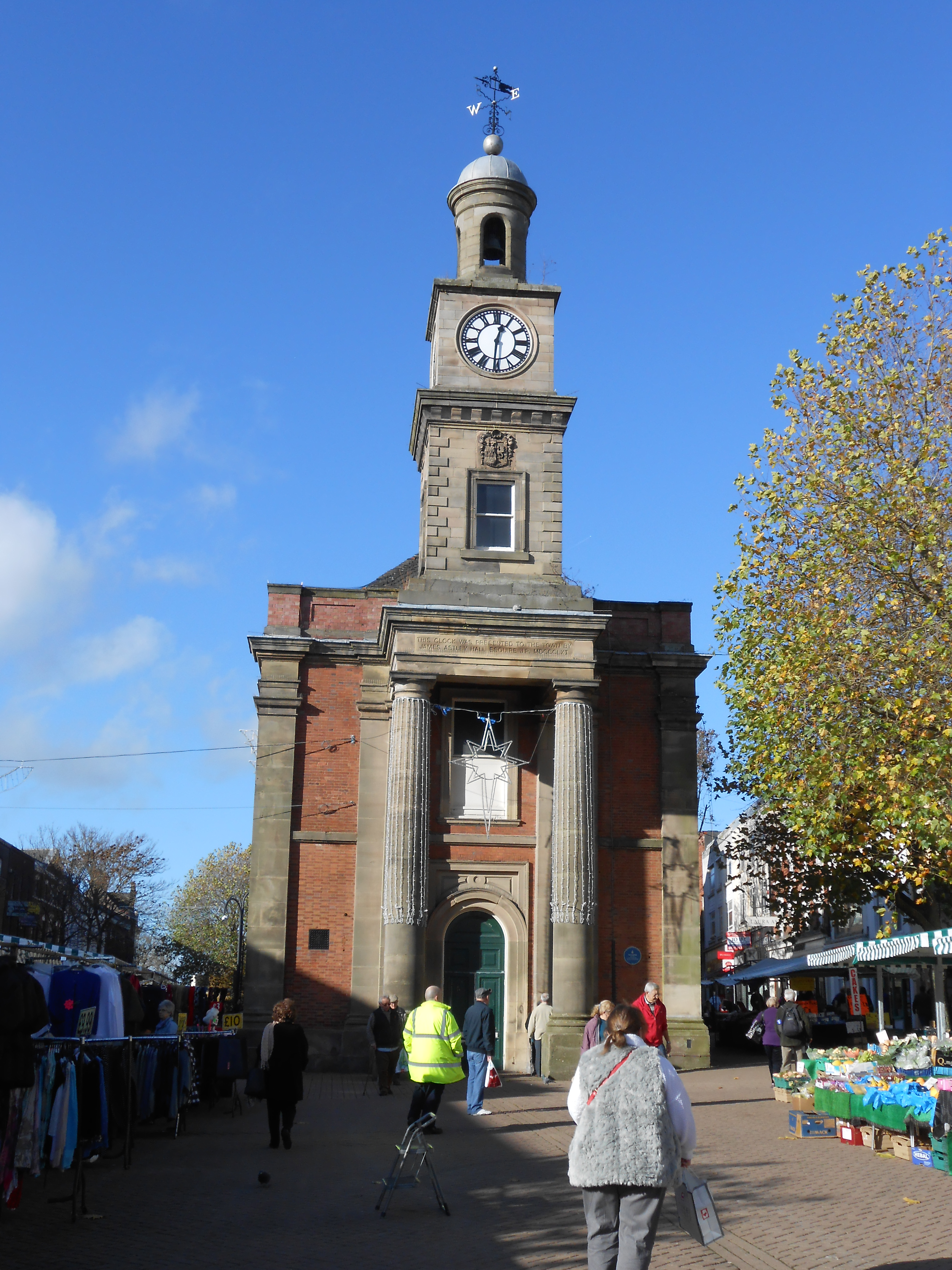
Guildhall.

L'origine del nome è legata a un "nuovo castello" costruito nell'area nel XII secolo. Il "Lyme" nel nome può riferirsi sia al ruscello Lyme che scorre attraverso la città sia alla foresta di tigli (lime in inglese) che copriva l'area nel Medioevo.
Nell'area circostante sono presenti ritrovamenti risalenti sia all'età preistorica sia all'età romana, ma di Newcastle non viene fatta menzione nel Domesday Book del 1086. L'insediamento si sviluppò nel corso del XII secolo attorno al castello che venne costruito per difendere l'area da attacchi provenienti dal confine gallese. Nel 1173 re Enrico II d'Inghilterra rilasciò l'atto costitutivo della città di Newcastle e lo stesso re incoraggiò la crescita del mercato di Newcastle, che rapidamente divenne uno dei più importanti di tutta l'area. Nel 1235 re Enrico III d'Inghilterra, riconoscendo l'importanza raggiunta dal mercato di Newcastle, concesse ai commercianti locali di formare una gilda, che rapidamente divenne la principale autorità in città. I commercianti della gilda si riunivano in un locale che chiamavano Guildhall e che continuò ad essere chiamato in questo modo anche quando nel XVI secolo una nuova amministrazione iniziò a gestire gli affari cittadini, e il nuovo edificio costruito nel 1713 venne chiamato Guildhall.
Nel corso del XV secolo molti castelli medievali vennero convertiti in manieri e affidati a famiglie facoltose. Le famiglie Audley di Heighley Castle e Sneyds di Bradwell e poi di Keele ebbero un notevole potere anche su Newcastle-under-Lyme per circa due secoli. Nel 1590 un atto della regina Elisabetta I d'Inghilterra confermò molti dei diritti e privilegi concessi ai borough esistenti, incluso quello di Newcastle-under-Lyme, e istituì un nuovo sistema amministrativo che includeva un sindaco, balivi e burgess (uomini liberi nel borough). La città ebbe due rappresentanti nella Camera dei comuni tra il 1355 e il 1885, anno in cui il numero di rappresentanti scese a uno. Tra il 1922 e il 1930 vennero avanzate proposte di annettere a Stoke-on-Trent anche Newcastle-under-Lyme e il distretto urbano di Wolstanton, ma il progetto fallì per l'opposizione di Newcastle-under-Lyme, mentre Wolstanton venne annessa a Newcastle. Col Local Government Act del 1972 la città divenne il centro principale del borough di Newcastle-under-Lyme.

## Economia

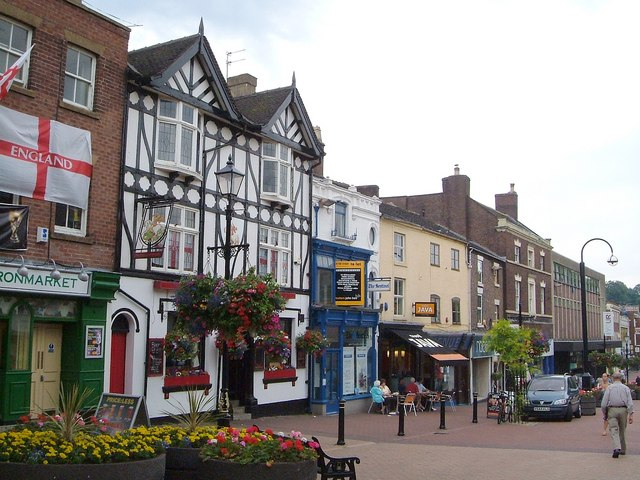
Ironmarket.

Come nella vicina Stoke-on-Trent anche l'economia di Newcastle-under-Lyme si è basata sul commercio di cappelli, fiorente dal XVI al XIX secolo, e sul trattamento di cotone e seta. Successivamente, l'economia della città si è concentrata sull'estrazione del carbone e della marna, così come sulla produzione di mattoni. Nel corso del XX secolo l'economia si è poi spostata verso l'industria leggera e sull'elettronica.
Il mercato cittadino è attivo dal 1173 e si tiene lungo la High Street. Originariamente si teneva di domenica, ma nel corso dei secoli il giorno di mercato è stato spostato prima al sabato e poi al lunedì, venendo infine organizzato per sei giorni a settimana, esclusa la domenica, e con una diversificazione della merce a seconda del giorno.

## Infrastrutture e trasporti
Newcastle-under-Lyme è servita dalla motorway M6 sui lati occidentale e meridionale, mentre è servita dalla strada di categoria A numero A500 (nota anche come D road) sui lati orientale e settentrionale.
La stazione ferroviaria è stata attiva dal 1852 al 1965. La stazione era sulla linea che collegava Stoke-on-Trent a Market Drayton e venne chiusa in conseguenza della riforma delle linee ferroviarie britanniche, nota come Beeching cuts. Dal 1965 Newcastle-under-Lyme è connessa alla linea ferroviaria nazionale attraverso la stazione di Stoke-on-Trent, che funge da collegamento per l'intera area dei Potteries.